# Igrifikacija
Igrifikácija (angleško gamification) pomeni uporabo načinov razmišljanja v igri in mehanizmov igre v ne-igralniškem kontekstu z namenom aktivnega sodelovanja in večje vpletenosti igralca pri reševanju določenega problema in povečanju igralčevega prispevka. Gre za novejši koncept motiviranja, ki izhaja iz sveta informacijskih tehnologij, iger in spletnih igric. Igrafikacija je bila preučevana in prakticirana na različnih področjih, kjer je bil glavni namen predvsem pritegniti uporabnika k določeni ciljni aktivnosti (izboljšati zavzetost uporabnika - igralca), povečati fizično aktivnost, izboljšati povračilo vložka (pri delodajalcu), povečati zanos, kvaliteto podatkov, učiti (v učilnicah, poučevanje javnosti ali učenje v delovnem okolju), zabavati (zabava, lojalnost oboževalcev), meriti (za iskanje novega kadra in ocenjevanje obstoječih zaposlenih), in spremeniti mnenje ljudi o zahtevnosti informacijskih sistemov. Pregled raziskav, ki so preučevale igrafikacijo kaže, da večina študij ocenjuje, da igrafikacija predstavlja pozitiven doprinos. Kljub temu pa obstajajo razlike v vplivu glede na posameznika ter glede na kontekst.

## Opredelitev igre
Igrafikacija izhaja iz koncepta igre. Igra je celovit sistem s samozadostno strukturo, ki vključuje pravila, ki predvidijo vse možne situacije in ki jih igralci znotraj igralnega sveta morajo upoštevati. Zabavo pri igri predstavlja možnost obvladovanja avtonomnega odločevanja, ki je posledica prostovoljne udeležbe.

## Kako deluje?
Igrafikacija aplicira tehnike motiviranja iz tradicionalnih in družabnih igrah, v okolje, ki tradicionalno ni namenjen igri. Učinkovit program igrafikacije je podoben programu zvestobe.
Moč igrafikacije deluje tako, da izkorišča potrebo po konkurenčnosti in tekmovalnosti, ki jo imamo ljudje v nas. Ko igramo igre, postanemo posledično bolj vključeni in čutimo večjo potrebo po doseganju ciljev. Z dosegom določenega cilja, si želimo doseči še več - se podati proti naslednjemu, težjemu cilju.

## Strukturni okvir
Igrafikacija se osredotoča na cilje organizacije, pravila in mehanizem povratne informacije. Za uspešno doseganje ciljev organizacije so pomembni uporabljeni elementi igre, definirani kot sestavni delci, ki tvorijo in omogočajo integrirano izkušnjo. Delimo jih na tri različne, medsebojno povezane hierarhične ravni, ki tvorijo igrafikacijski sistem in uporabniško izkušnjo. To so dinamike, mehanike, in komponente. 
Dinamika je najvišja raven, ki je v sistem vključena indirektno. Vključuje omejitve, čustva, zgodbo, napredek in odnose.
Mehanika so osnovni procesi znotraj sistema, kot so možnost, izzivi, tekmovalnost, povratna informacija, sodelovanje in nagrade.
Komponente pa so specifični zasnovani elementi, ki izhajajo iz dinamike in mehanike. Sem spadajo nadomestni liki oz. avatarji, točke,dosežki, zbirke, ravni, virtualne dobrine in naloge.
Primer medsebojnega delovanja vseh treh: ravni (komponenta) dajejo igralcu povratno informacijo (mehanika) in ustvarjajo vtis napredovanja (dinamika).

## Elementi igrafikacije
- Točke (angl. points): dodeljevanje točk uporabljamo za spodbujanje in nagrajevanje. Točke pripomorejo k motiviranju igralcev. V večini primerov je točke mogoče porabiti za različne nagrade, lahko pa služijo tudi kot pokazatelj statusa.
- Nivoji: status je lahko razviden tudi iz nivojev, ki jih uporabniki oz. tekmovalci dosegajo.
- Izzivi (angl. challenges, quests), trofeje, značke in dosežki: z izzivi tekmovalci dosegajo različne nagrade, kot so trofeje ali značke, ki običajno služijo kot pokazatelj nekega dosežka ali stopnje nivoja.
- Virtualne dobrine: s točkami, ki si jih uporabniki prislužijo je mogoče kupiti različne virtualne dobrine. S tem jih motiviramo, da bodo zbirali čim več točk.
- Lestvice (angl. leaderboards): Na lestvicah so prikazani najboljši uporabniki. Zaradi tekmovalnosti in želje po statusu, si uporabniki želijo biti uvrščeni visoko na lestvici, pa tudi če ta ne prinese posebnih dobrin, vendar le status.
- Priponke (angl. badges): ponazarjajo dosežke in so definirane kot združitev posameznih točk znotraj določene aktivnosti ali naloge.
- Ravni (angl. levels): prikaz uporabnikovega napredka znotraj sistema, ki ima lahko dva pomena - 1) uporabnikov status in obvladovanje sistema ali 2) uporabnikov položaj znotraj sistema.
- Tekmovanja: za tekmovanja je značilno, da se uporabniki pomerijo drug z drugim. Tu jim je omogočeno doseganje visokega števila točk, ko premagajo ostale uporabnike.[18][20][21]

## Uporaba nagrajevanja in motivacije
Igrafikacija uporablja motivacijo in nagrade z namenom, da se uporabnik počuti nagrajenega za svoj trud. Igrafikacija uporablja različne elemente igre (točke, nivoji, značke, itd.) kot spodbudo za uporabo v učnem sistemu. Glavni aspekt igrafikacije so nagrade z namenom dajanja zunanje motivacije uporabniku. V kratkem je igrafikacija uporaba zunanje nagrajevalnega sistema (osnovanega na elementih igre) v ne-igričarskem okolju (npr. učna vsebina) z namenom, da pritegne uporabnika k uporabi in ga motivira k temu, da prisostvuje in konča z dano nalogo. Uporaba motivacije v take namene se uporablja zaradi pomanjkanja notranje motivacije za opravljanje aktivnosti pri posamezniku.

## Zvrsti igrafikacije
Glede na namen (notranje ali zunanje koristi) in širino vključene skupine (zaposleni/skupnost ali posamezniki), ločimo: igrafikacijo za zaposlene (notranje koristi zaposleni)h, igrafikacijo za potrošnike (notranje koristi posameznikov), igrafikacijo za skupnost (zunanje koristi zaposlenih) in igrafikacijo za posameznika (zunanje koristi posameznikov).
igrafikacija za potrošnike je namenjena izboljševanju odnosov s potrošniki in večanju prihodkov podjetja. Igrafikacija za skupnost in za posameznika (imenovana tudi vedenjska igrafikacija) nameravata motivirati posameznika k spremembi obstoječega vedenja k bolj pozitivnemu vedenju. Igrafikacija za zaposlene je namenjena izboljševanju notranje organizacije dela, izboljševanju notranjih procesov in zmanjševanju stroškov za dosego večje stopnje inovativnosti, okrepitev skupinskega dela ipd.

## Primeri uporabe igrafikacije v organizacijah
- Izobraževanje zaposlenih: igrafikacijo podjetja uporabljajo za namen učenja zaposlenih. Preko različnih elementov igrafikacije je mogoče učenje in izobraževanje narediti zabavnejše in tako spodbuditi zaposlene in jim povečati motivacijo do učenja.
- Povečevanje motivacije in zavzetosti zaposlenih na delovnem mestu: igrafikacijo lahko podjetja uporabljajo, da ohranjajo motivacijo zaposlenih do dela. Pri projektih, ki trajajo dlje časa, lahko zaposleni hitro izgubijo motivacijo in delo opravljajo slabše. Tu se lahko uvede igrafikacijo tako, da se projekt sestavi iz več delov - po posameznem opravljenem delu projekta zaposleni dobi nagrado. Na koncu pa sledi neka večja nagrada.
- Tekmovanje med zaposlenimi: če želimo videti, da zaposleni dosegajo še boljše rezultate, se na delovno mesto lahko uvede tedenska ali mesečna tekmovanja za najboljše izvedeno delo. Zaposleni tekmujejo med seboj in se potegujejo za visoko uvrstitev na lestvici.[20]

## Podjetja, ki uporabljajo igrafikacijo
- Letalske družbe: Veliko letalskih družb uporablja nekatere elemente igrafikacije z namenom, da pridobijo več potnikov. Običajno lahko potniki zbirajo točke (število kilometrov, ki jih preletijo), s katerimi si kasneje lahko privoščijo številne popuste.
- Starbucks: svojim strankam omogočajo virtualno zbiranje točk in značk. Uporabniki se preko mobilnih telefonov registrirajo v njihovih maloprodajnih mestih, nato pa izpolnjujejo različne izzive, ki jim prinašajo točke.
- Nike+: Nike uporablja igraficirano vadbo. Z njihovo mobilno aplikacijo Nike+ je mogoče beležiti rezultate, ki jih dosegamo med vadbo (kot so tempo, porabljene kalorije in npr. razdalja, ki smo jo pretekli ali prehodili). Ko uporabnik zbere določeno število točk je nagrajen z napredovanjem.[20]
- Mercator: Zbiranje točk na pika kartici, za koriščenje različnih ugodnosti. Te taktike se poslužuje veliko veletrgovcev.
- LinkedIn: Večina funkcij LinkedIn je gamificiranih. Prav to pritegne nove uporabnike na družbeno platformo, kateri so bolj pripravljeni posredovati in posodobiti svoje infomacije. Na primer: dopolnjevanje profila, kar je dolgočasno so z vrstico naredovanja profila vzpodbudili radovednost in navdušenje. Uporabniki s popolnimi profili imajo 40-krat večjo verjetnost, da bodo prejeli priložnosti prek LinkedIna.[23]

## Igrafikacija na delovnem mestu
Igrafikacija spodbuja sodelovanje in zavzetost zaposlenih preko integracije mehanizmov igre in dinamike igre. Pozitivni izidi igrafikacije v organizacijah naj bi se pojavili kot posledica pozitivnih, notranje motiviranih in igrivih izkušenj, ki jih prinaša implementacija igre v delovne procese. Igrafikacija delovnih mest lahko predstavlja pozitivno in inovativno rešitev številnih težav s katerimi se srečujemo v organizacijah (npr. motivacija in zavzetost zaposlenih, stres, zvestoba zaposlenih, prilagajanje na spremembe). Zadnje raziskave kažejo, da igrafikacija na delovnem mestu poveča produktivnost zaposlenih do 60% ter pripomore k večji zavzetosti in angažiranosti le teh do kar 50%. Igraficirana delovna mesta so pozitivna so pozitivna in inovativna rešitev za sodobne težave, s katerimi se sočajo organizacije, mdr. visoka stopnja stresa, zmanjšanje socialnega kapitala, zmanjšana lojalnost in spremembe v demografskih lastnostih zaposlenih.
- Nagrajevanje dosežkov: Usmerjenost v upravičeno in napovedljivo investicijo. Prednosti: Povečano osebno zadovoljstvo in zadrževanje zaposlenih v organizaciji.
- Zabavni elementi: Vključitev igre in zabave kot del delovnega procesa. Prednosti: Povečano osebno zadovoljstvo in blagostanje.
- Usmerjenost v učenje: Usmerjenost na pridobivanje znanja, razvoj spretnosti, motivacijske izide ali vedenjsko spremembo. Prednosti: Razvoj osebnih in organizacijskih sposobnosti in resursov.[20]
- Pomembno je, da se pozornost ne namenja le oblikovanju igralnih elementov, temveč predvsem obogatitvi poslovnih procesov preko igralnih elementov in igralne mehanike.[26]

## Trendi
Napredna podjetja v zadnjih letih izkoriščajo prednosti igrafikacije na različnih področjih, od marketinga do zaposlovanja novih delavcev. Pozitivni učinki igrafikacije  na zviševanje zavzetosti potrošnikov in zaposlenih so tako vidne zlasti v težavnih časih, kot je pandemija COVID-19.
- Marketing: Vključevanje igre (igrafikacija) se v zadnjih letih uporablja v marketingu. Več kot 70% podjetij, ki jih je leta 2013 v raziskavo vključila revija Forbes Global 2000, je potrdilo, da so načrtovali uporabo "igrafikacije" za potrebe marketinga in zadržanje strank.[27]
- Pojav igrafikacije v novih sektorjih: S pojavom igrifikacije v novih sektorjih, le ta počasi spreminja področja kot so finančna tehnologija, avtomobilizem, politika in zdravstvo.
- Igrafikacija na socialnih omrežjih: Igrafikacija je v zadnjih letih pozitivno vplivala na povečano uporabo socialnih omrežjih po svetu. S pomočjo igrafikacije so podjetja povečala pripadnost uporabnikov njihovih socialnih platform za 100-150%[28]
- Igrafikacija in COVID-19: S pojavom pandemije COVID-19 so se podjetja, tako kot tudi celoten šolski sistem, srečevala s številnimi ovirami na področju motiviranja in izobraževanja. Kljub temu pa je e-učenje prineslo veliko prednosti, predvsem igriafikacijo. Tako so nekatere šole, z  vključitvijo večnivojskih iger v e-učenje, ustvarile nekaj, kar je poučno in zabavno in hkrati v učencih vzbuja željo po nadgradnji svojega znanja. Poleg tega, so podjetja  v času pandemije začela uporabljati tudi igraficirane materiale, ki zahtevajo timsko delo. S pomočjo le teh so kljub vladnim ukrepom o socialni distanci lahko ohranjali dobre odnose med zaposlenim, izboljšali moralo na delovnem mestu ter povečali kohezivnost delovnih skupin.[29]